# قطعنامه ۱۳۳۲ شورای امنیت
قطعنامه ۱۳۳۲ شورای امنیت سازمان ملل متحد که در تاریخ ۱۴ دسامبر ۲۰۰۰ تصویب شد، سندی بین‌المللی دربارهٔ اوضاع در مورد جمهوری دموکراتیک کنگو است. این قطعنامه طی نشست ۴۲۴۷ام با ۱۵ رای موافق، ۰ مخالف و ۰ ممتنع تصویب شد.